# Helen Haye

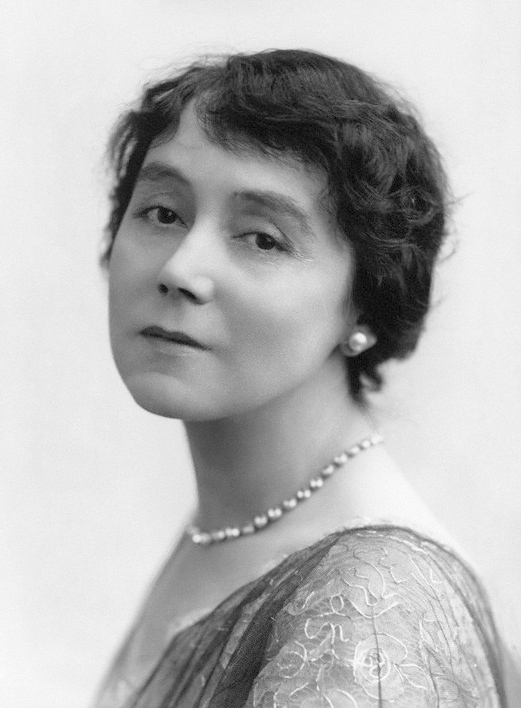
Helen Haye (1914)

Helen Haye (* 28. August 1874 in Assam, Indien; † 1. September 1957 in London; eigentlich Helen Hay) war eine britische Theater- und Filmschauspielerin.

## Leben
Helen Haye, die 1874 in Indien zur Welt kam, arbeitete zunächst als Lateinlehrerin, ehe sie sich der Schauspielerei zuwandte. 1898 gab sie in Großbritannien ihr Theaterdebüt und ging daraufhin mit den Theatertruppen von Frank Benson und Herbert Beerbohm Tree auf Tournee. In London trat sie unter anderem 1911 als Gertrude in Shakespeares Hamlet auf. Auch Rollen in Stücken von Ibsen, Shaw und T. S. Eliot zählten zu ihrem umfangreichen Repertoire. Ab 1925 war sie auch mehrfach am Broadway in New York zu sehen.
Von 1916 bis 1921 wirkte Haye bisweilen in Stummfilmen mit, doch kam sie erst ab Ende der 1920er Jahre regelmäßig vor der Filmkamera zum Einsatz. Als Ehefrau des Professors war sie in Alfred Hitchcocks Die 39 Stufen (1935) zu sehen. In der britischen Tolstoi-Verfilmung Anna Karenina (1948) mit Vivien Leigh in der Titelrolle spielte sie die Gräfin Wronskaja. Weitere Filmrollen waren die Herzogin von York neben Leighs Ehemann Laurence Olivier in der Shakespeare-Verfilmung Richard III. (1955) sowie 1952 Lady Catherine de Bourgh in einer BBC-Verfilmung von Jane Austens Roman Stolz und Vorurteil. Auf der Bühne stand sie ein letztes Mal 1953 als Mutter des letzten Zaren in einer Inszenierung von Marcelle Maurettes Stück Anastasia. Zudem unterrichtete Haye Schauspiel an der Lady Benson’s School und der Royal Academy of Dramatic Art, wo die späteren Schauspielgrößen John Gielgud und Charles Laughton zu ihren Schülern gehörten. Mit Laughton stand sie auch für die Filmkomödie Herr im Haus bin ich (1954) gemeinsam vor der Kamera.
Helen Haye, die mit Ernest Attenborough verheiratet war, starb 1957 im Alter von 83 Jahren in einem Londoner Pflegeheim.

## Filmografie (Auswahl)
- 1916: Honour in Pawn
- 1917: Masks and Faces
- 1921: Tilly of Bloomsbury
- 1929: Atlantik
- 1930: Beyond the Cities
- 1931: Bis aufs Messer (The Skin Game)
- 1932: The Congress Dances
- 1932: Her First Affaire
- 1935: Mein Herz der Königin (The Dictator)
- 1935: Drake of England
- 1935: Die 39 Stufen (The 39 Steps)
- 1936: The Interrupted Honeymoon
- 1937: Zigeunerprinzessin (Wings of the Morning)
- 1939: Der Spion in Schwarz (The Spy in Black)
- 1940: Der Schrecken von Marks Priory (The Case of the Frightened Lady)
- 1941: Kipps – Roman eines einfachen Menschen (Kipps)
- 1943: Der Herr in Grau (The Man in Grey)
- 1944: Gaslicht und Schatten (Fanny by Gaslight)
- 1945: Madonna der sieben Monde (Madonna of the Seven Moons)
- 1945: Es blieb etwas zurück (A Place of One’s Own)
- 1947: Tödliches Geheimnis (Mine Own Executioner)
- 1947: Mrs. Fitzherbert
- 1948: Anna Karenina
- 1949: Der Spielteufel (Third Time Lucky)
- 1949: Verschwörer (Conspirator)
- 1952: Pride and Prejudice (TV-Miniserie)
- 1954: Herr im Haus bin ich (Hobson’s Choice)
- 1954: Lilacs in the Spring
- 1955: Richard III.
- 1956: My Teenage Daughter
- 1957: Operation Tiger (Action of the Tiger)
- 1958: Dämon Weib (The Gypsy and the Gentleman)

## Theaterauftritte (Auswahl)
- 1906–1907: Ein Sommernachtstraum (A Midsummer Night’s Dream) – Grand Theatre, Southampton
- 1906–1907: Heinrich V. (The Life of Henry the Fifth) – Prince’s Theatre, Bristol
- 1909–1910: Was ihr wollt (Twelfth Night) – als Olivia, Her Majesty’s Theatre, London
- 1910–1911: Hedda Gabler – Kingsway Theatre, London
- 1910–1911: All That Matters – Theatre Royal Haymarket, London
- 1914–1915: Marie Odile – Her Majesty’s Theatre, London
- 1917–1918: Wild Heather – Strand Theatre, London
- 1920–1921: Love for Love – Lyric, Hammersmith, London
- 1926: John Gabriel Borkman – als Mrs. Gunhild Borkman, Booth Theatre, New York
- 1931: The Sex Fable – als Isabelle Leroy-Gomez, Henry Miller’s Theatre, New York
- 1931: After All – als Mrs. Thomas, Booth Theatre, New York